# Escape (filme de 1948)
Escape é um filme de suspense britano-estadunidense de 1948 dirigido por Joseph L. Mankiewicz. Foi baseado na peça homônima de John Galsworthy.